# Querulancia
La querulancia (del lat. querulus, persona que se queja o querella), querulomanía, pleitomanía, procesomanía, delirio querulante, litigante, reivindicatorio o litigioso es la afección o forma clínica derivada de la paranoia por la cual un individuo se siente continuamente ofendido, injuriado y maltratado y, como consecuencia, presenta denuncias, quejas, querellas y contenciosos legales en forma escrita constantemente (denuncias, reclamaciones, intimaciones, peticiones de indemnización, manifiestos, cartas al director...)

## Diagnóstico
En el Manual diagnóstico y estadístico de los trastornos mentales aparece nombrado como querulous paranoia, subtipo de la clase persecutoria del trastorno delirante. También aparece en ICD-10 bajo el nombre latino de paranoia querulans, en la sección F22.8, «Other persistent delusional disorders». Sin embargo, no está en ICD-11.
Estos síntomas, llamados en inglés paranoia querulans y en francés plaintivité, se articulan en forma de delirio querulante o sistema organizado de razonamientos falaces por el cual el que se cree atropellado (de forma real o ficticia) en sus derechos solicita de forma persistente la ayuda de la justicia para reivindicarlos. Que no sean atendidas sus solicitudes lo ratifica en la creencia de que sus razones son válidas.
El querulante es a la ley lo que el hipocondriaco a la salud, su perjuicio legal es como la enfermedad del hipocondriaco: imaginario. No suele darse cuenta de que se vuelve víctima no de aquellos que cree que le están ofendiendo, sino de sí mismo y sus querellas compulsivas, pues al final tiene que pagar las siempre excesivas costas judiciales, que no le resarcen de nada por estar equivocado e infundado, y arruinan a su familia. Por otra parte, los querulantes suelen agobiar y atascar la administración de justicia, por lo general con casos más importantes que tratar.

## La querulancia en la literatura
- El comediógrafo griego Aristófanes, en su pieza Las avispas (422 a. C), prefigura ya esta patología en el personaje de Filocleón.
- El dramaturgo neoclásico francés Jean Racine satirizó este vicio en su única comedia, Les plaideurs  (Los litigantes, 1668).
- Ya en el siglo XIX, Heinrich von Kleist describe al empresario querulante Hans Kohlhase en su novela Michael Kohlhaas, y el novelista del realismo decimonónico inglés Charles Dickens en Casa desolada (1853) expone los desventurados efectos psicológicos, sociales, familiares y económicos del delirio litigioso en la persona de Bouythorn, inspirado en el escritor Walter Savage Landor.